# Société anonyme du tramway de Mulhouse à Ensisheim et Wittenheim

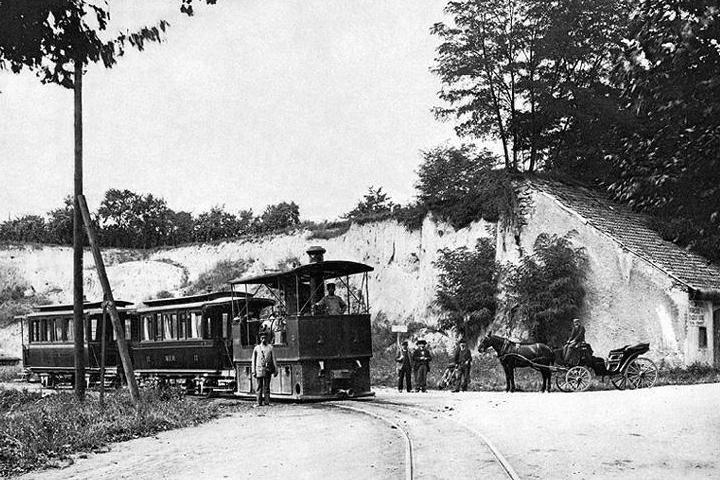
Tramway de la SMEW a l'arret "Hohle Berg" à Pfastatt

La Société anonyme du tramway de Mulhouse à Ensisheim et Wittenheim est une société d'origine suisse: Strassenbahnen Mülhausen - Ensisheim und Wittenheim Aktiengesellschaft (SMEW). Elle est créée en 1885 pour exploiter le réseau de tramways suburbains de Mulhouse. 
La société disparait en 1930, le réseau est annexé au réseau urbain de la Société des tramways de Mulhouse.

## Les lignes
- Mulhouse - Ensisheim (20 km), ouverture 1885

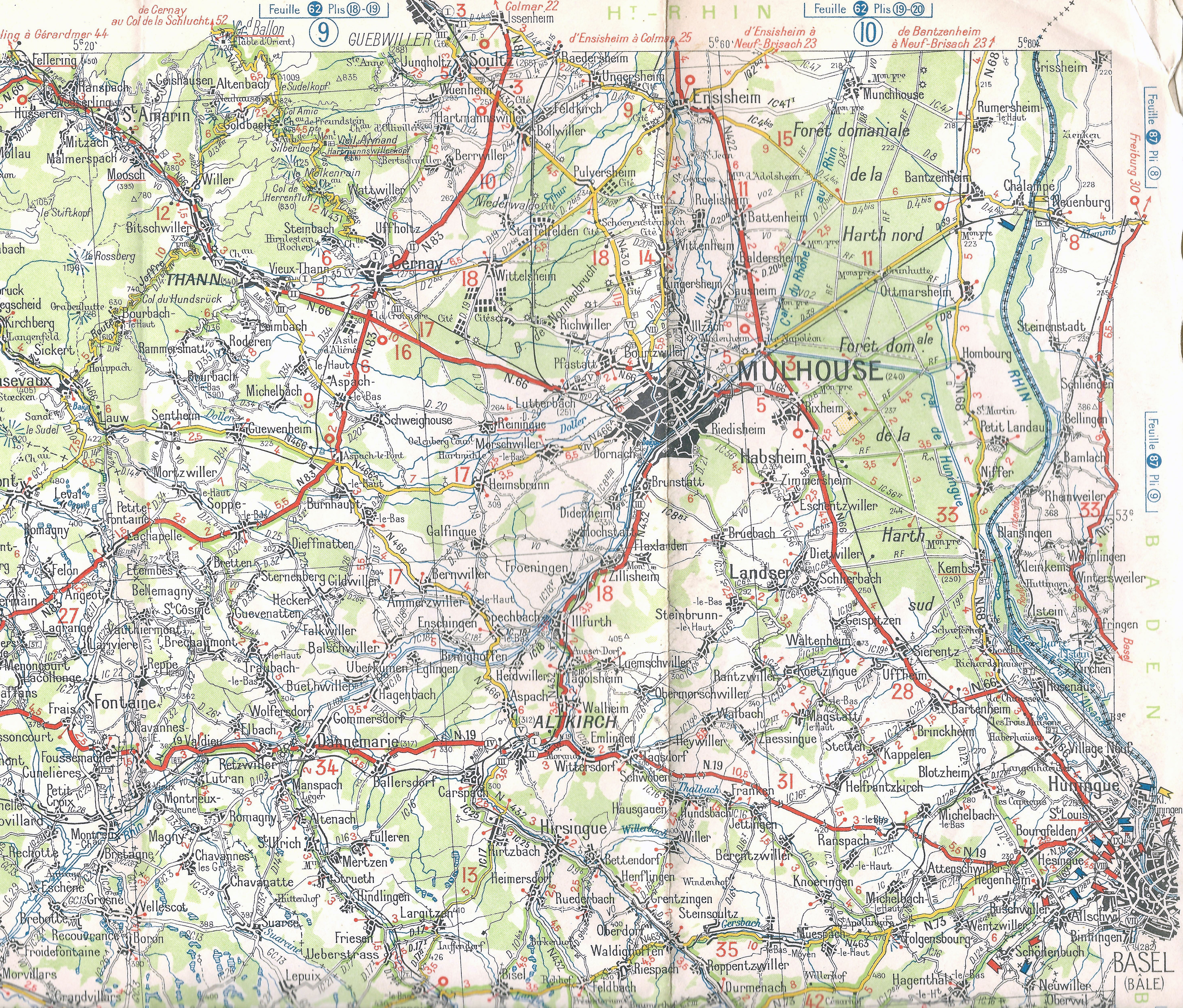
Carte Michelin de 1940 avec ligne vers Ensisheim

- Mulhouse - Wittenheim (8 km), ouverture 1888
- Mulhouse -  Bourtzwiller (ligne ouverte par la STM, rétrocédée à la SMEW en 1889 puis reprise par la STM en 1900)
- Bourtzwiller - Hole Berg, ouverture 1889, fermeture 1898
- Bourtzwiller - Pfastatt - Centre, ouverture 1898 (en remplacement de la précédente), reprise par la STM en 1900,

Ces lignes sont construites à voie métrique. la gare de départ se trouvait rue de l'Espérance.